# Poznań Główny
Poznań Główny je hlavní nádraží v Poznani, nachází se ve Velkopolském vojvodství.

## Historie

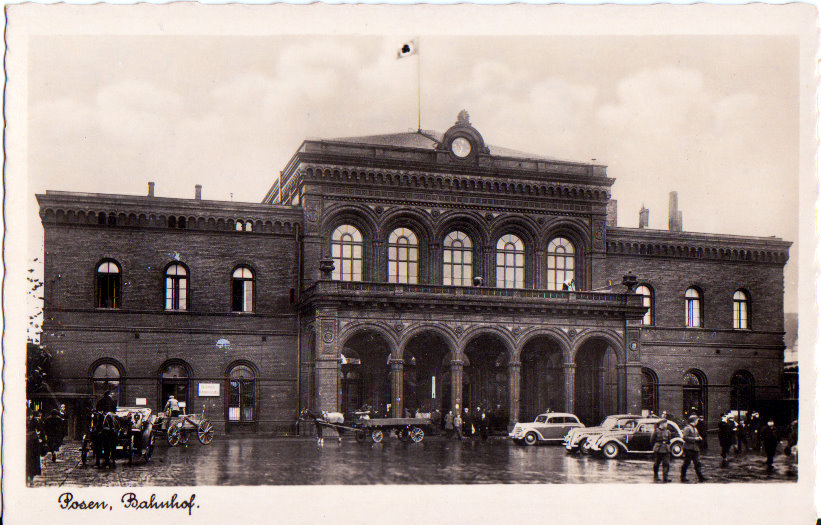
Poznań Główny - pohlednice z roku 1940

Projekt na výstavbu hlavního nádraží v Poznani vznikl v roce 1870. Výstavba železniční stanice byla započata v roce 1870, dokončena byla dne 16. listopadu roku 1879.
Bezprostředně po konci první světové války, dne 27. listopadu 1918, navštívil Poznaň, o jejímž dalším osudu se právě rozhodovalo, Ignacy Jan Paderewski, jehož projev vyvolal protiněmecké povstání. Přijel na Dworzec Letni, původní název Dworzec Cesarski, vystoupil na nástupišti 4b. Jedná se o historickou budovu, postavenou v roce 1913 speciálně pro Viléma II. Pruského, posledního německého císaře a pruského krále.
První rekonstrukce železniční stanice byla provedena v roce 1929. Za druhé světové války v roce 1945 byla staniční budova bombardována. Po válce byla železniční stanice opravena a uvedena do provozu v roce 1949. V 70. letech dvacátého století prošla železniční stanice další rekonstrukcí.
Dne 25. listopadu 2006 odhalil v hlavním sále Ryszard Kapuściński pamětní desku věnovanou cestovateli Kazimierzowi Nowakowi, který v letech 1931 až 1936 sám přejel Afriku pěšky a na kole. Zdolal více než 40 tisíc kilometrů.
V roce 2007 vznikl projekt na přestavbu hlavního nádraží. Připraven byl společností PKP SA, která uzavřela investiční dohodu s maďarským developerem Trigranit Development Corporation na přestavbu nádraží v hodnotě 160 mil. eur. Stavební práce na výstavbě nového nádraží byly zahájeny v první polovině roku 2011 a měly být dokončeny ve druhém čtvrtletí roku 2012, v souvislosti s konáním Mistrovství Evropy ve fotbale 2012, které se konalo v Polsku a na Ukrajině v období od 8. června do 1. července 2012. Nové hlavní nádraží zahrnuje novou staniční budovu, parkoviště pro cca 900 automobilů, autobusové nádraží a nákupní centrum.

## Železniční doprava
Poznaňské hlavní nádraží obsluhují dálkové mezinárodní, vnitrostátní spoje jedoucí například do:
| Spoje        | Do |
| ------------ | --- |
| Vnitrostátní | Gdyně – (Gdynia Główna), Katovic, Kladska – (Kłodzko Główne), Lešna, (Lublinu), Valbřichu – (Wałbrzych Główny), Varšavy – (Warszawa Zachodnia, Warszawa Centralna, Warszawa Wschodnia), Zelené Hory, Vratislavi – (Wrocław Główny) |
| Mezinárodní  | Amsterdamu, Basileje, Berlina, Frankfurtu nad Odrou, Mnichova, Moskvy, Saratova, Terespolu, Prahy |

Obsluhují jej také autobusy a tramvaje:
| Návazná doprava        | linky                                  |
| ---------------------- | -------------------------------------- |
| Autobusy               | 51, 68, L                              |
| Autobusy (noční linky) | 234, 235, 238, 239, 240, 242, 243, 252 |
| Tramvaje               | 5, 6, 8, 10, 11, 12, 14, 18            |

## Galerie

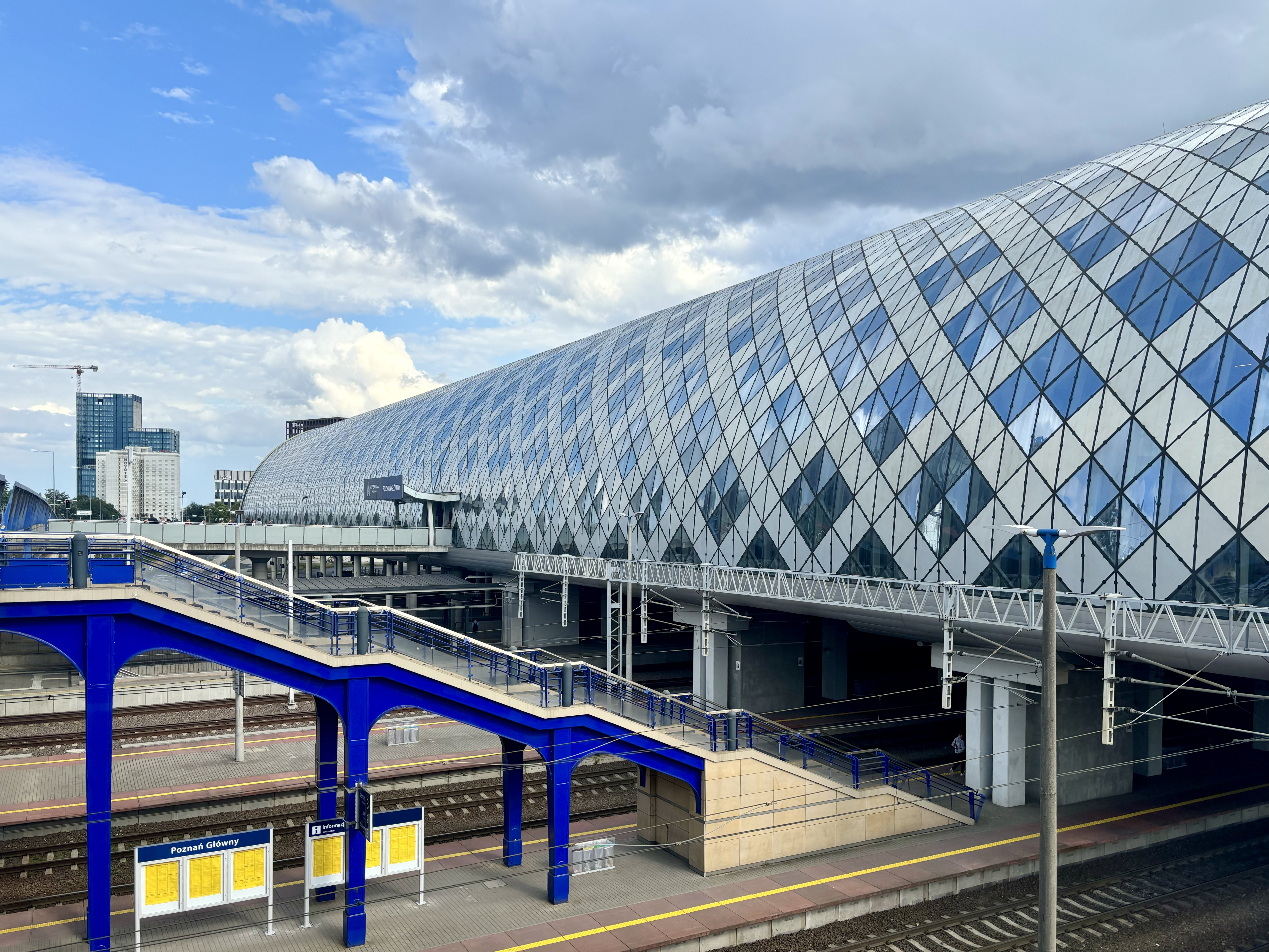
Staniční budova
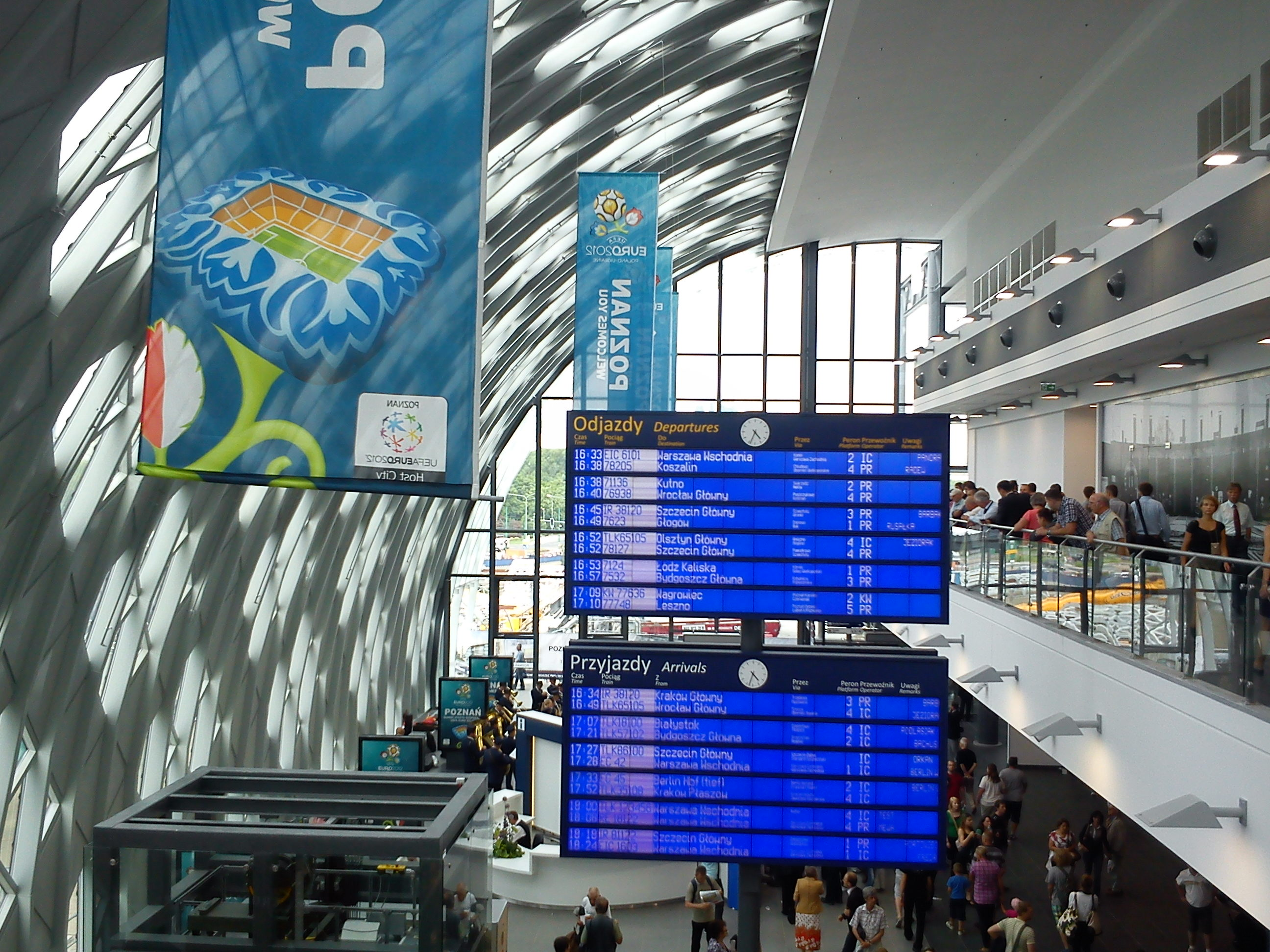
Staniční budova – hala
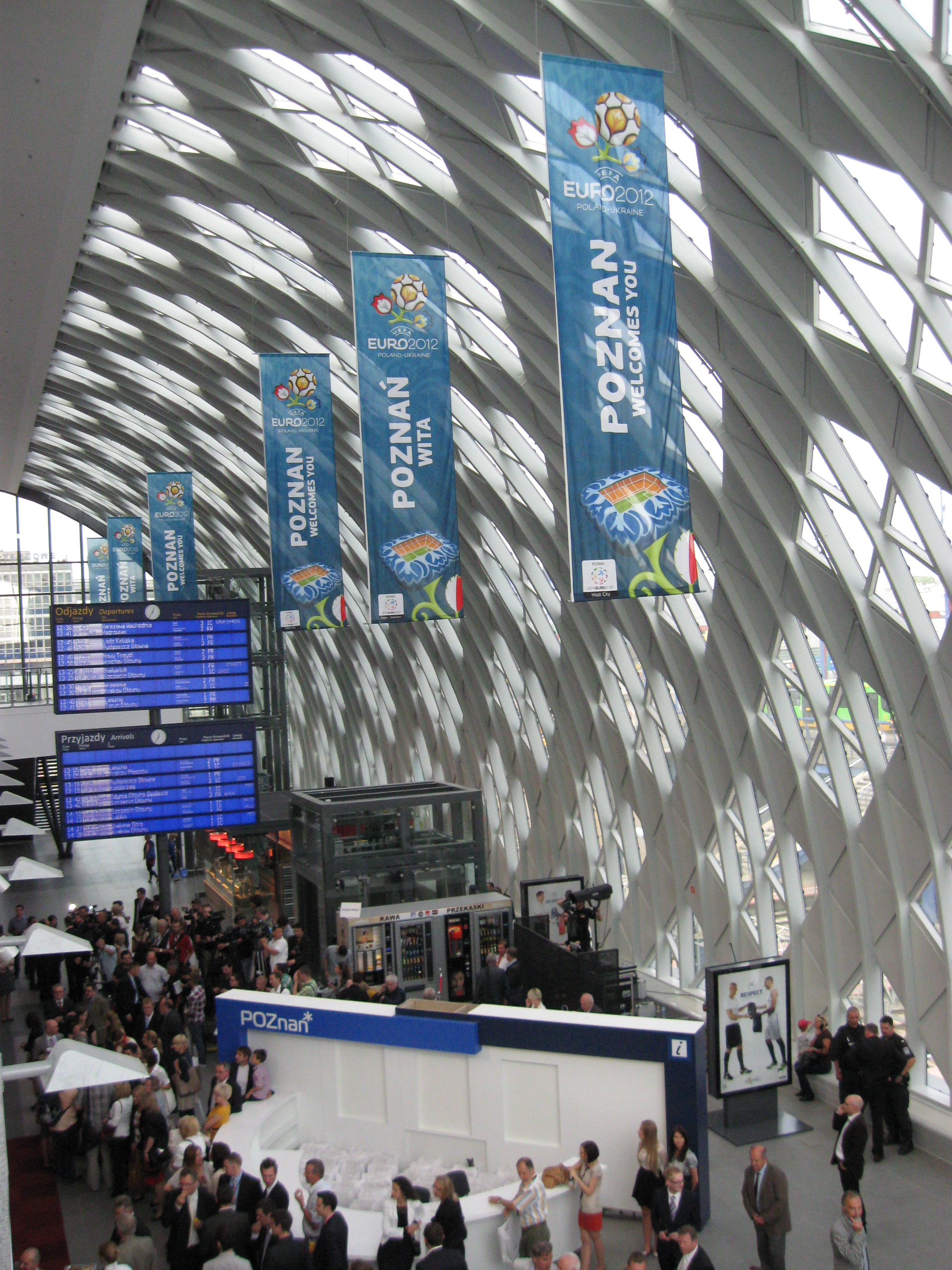
Staniční budova – hala
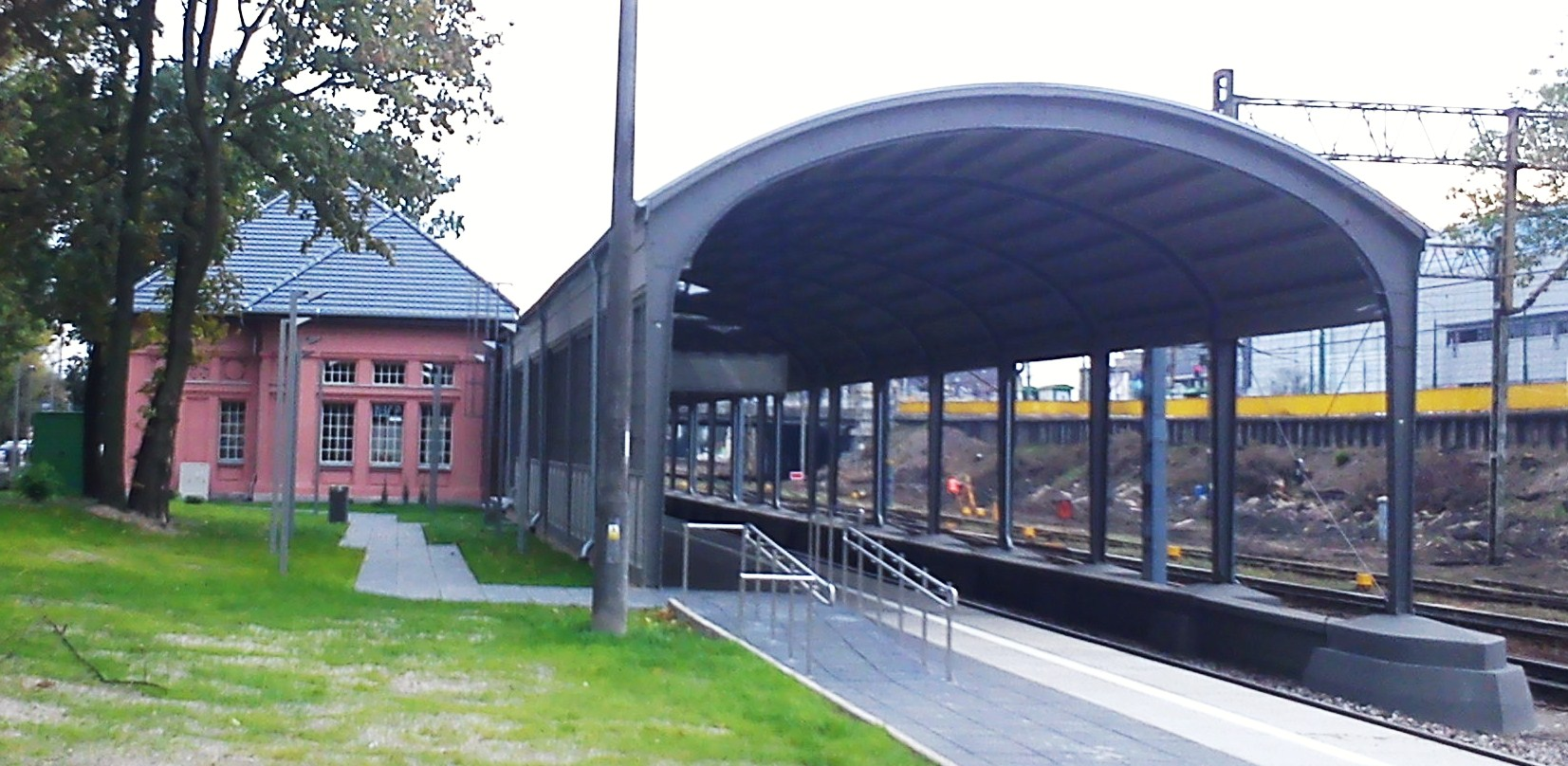
Dworzec Letni, původní název Dworzec Cesarski
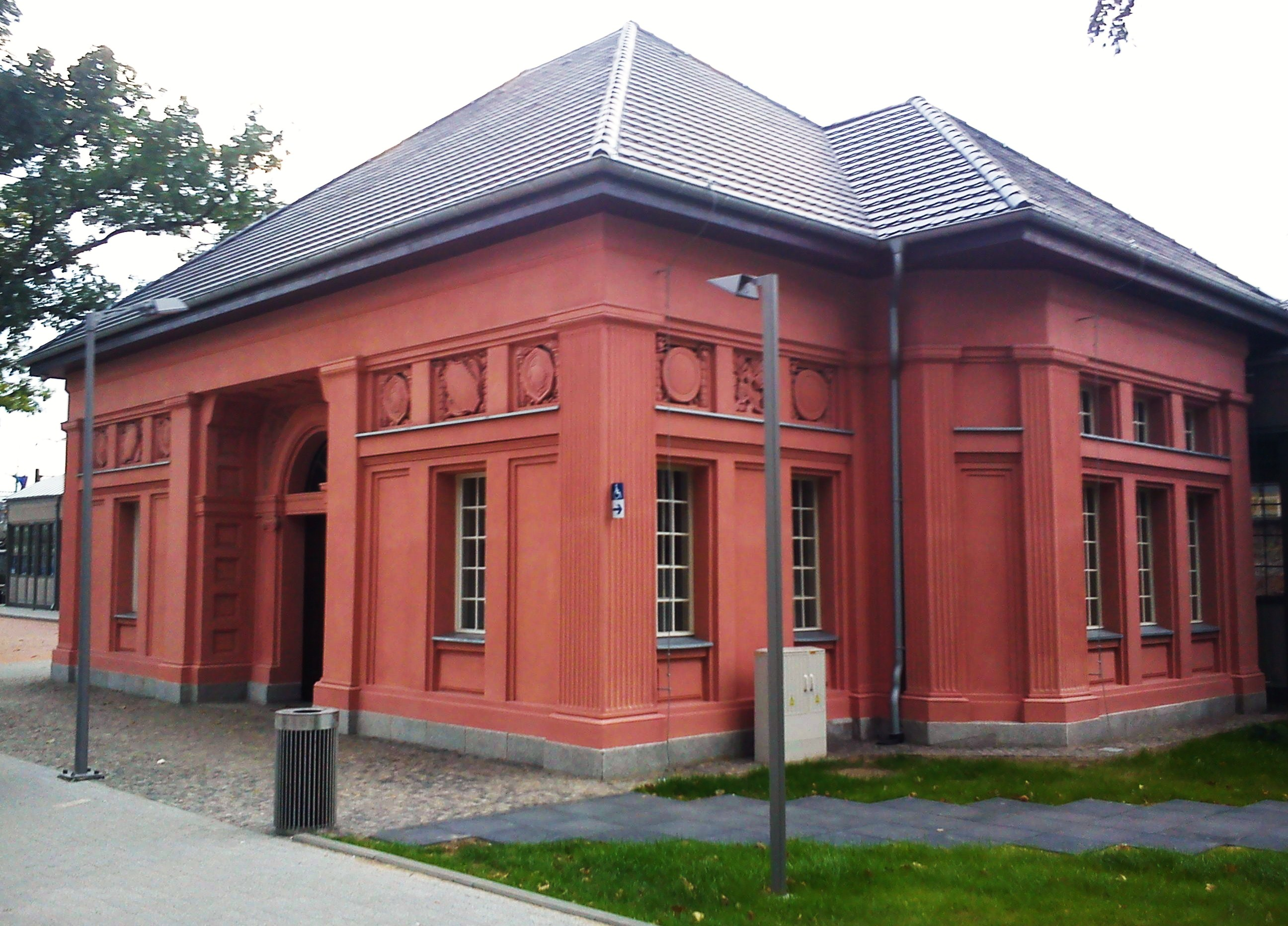
Dworzec Letni, původní název Dworzec Cesarski